# Miltogramma normalis
Miltogramma normalis är en tvåvingeart som beskrevs av Malloch 1930. Miltogramma normalis ingår i släktet Miltogramma och familjen köttflugor. Inga underarter finns listade i Catalogue of Life.